# Sarcopyramis
Sarcopyramis es un género  de plantas fanerógamas pertenecientes a la familia Melastomataceae. Comprende 8 especies descritas y de estas, solo 2 aceptadas.

## Taxonomía
El género fue descrito por Nathaniel Wallich y publicado en Tentamen Florae Napalensis Illustratae 32, pl. 23. 1824.

## Especies aceptadas
A continuación se brinda un listado de las especies del género Sarcopyramis  aceptadas hasta febrero de 2013, ordenadas alfabéticamente. Para cada una se indica el nombre binomial seguido del autor, abreviado según las convenciones y usos:
- Sarcopyramis bodinieri H. Lév. & Vaniot
- Sarcopyramis napalensis Wall.